# Ethiopië op de Olympische Winterspelen 2010

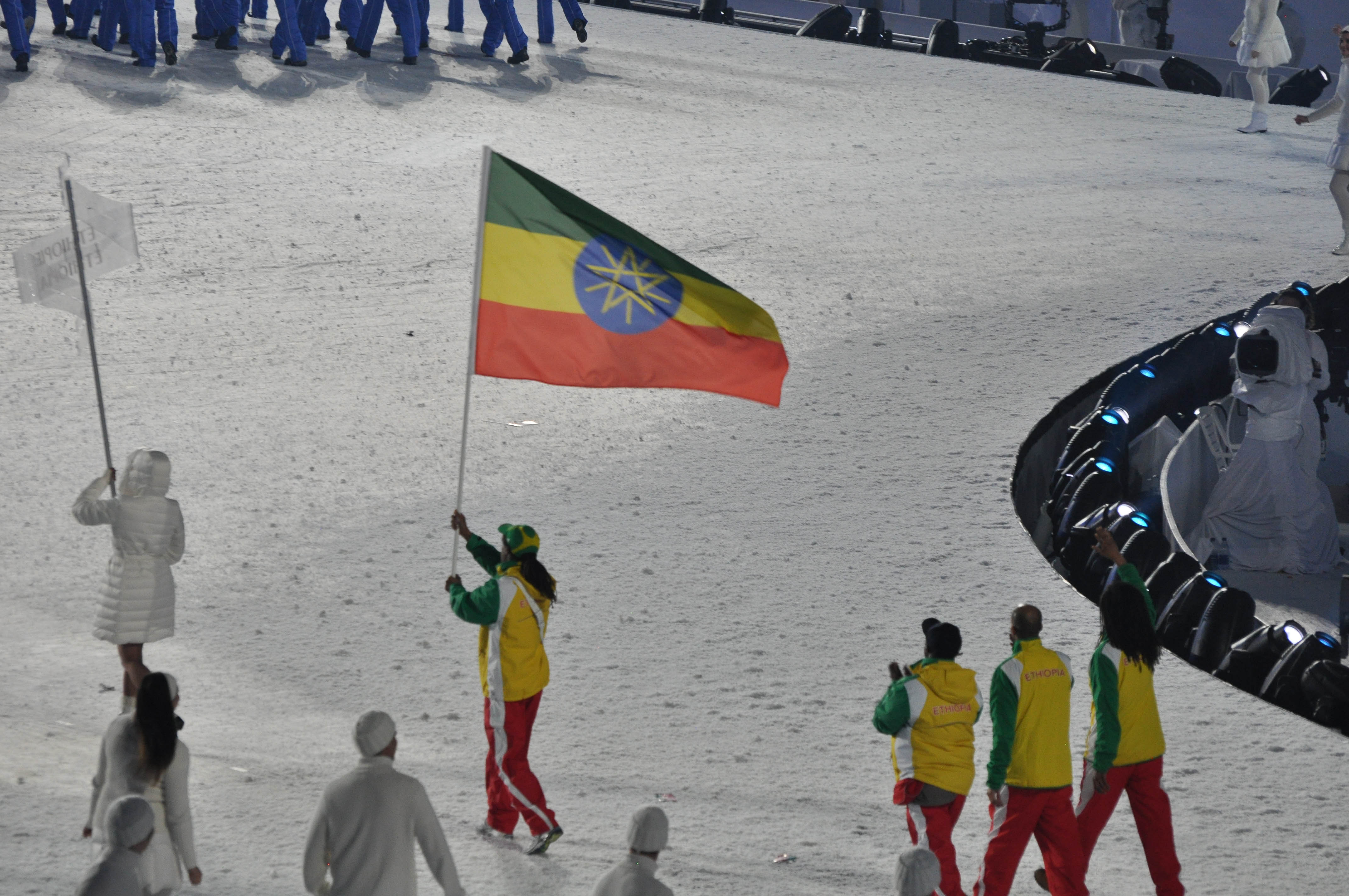
Het team van Ethiopië bij de opening

Tijdens de Olympische Winterspelen van 2010, die in Vancouver (Canada) werden gehouden, nam Ethiopië voor de tweede keer deel aan de Winterspelen.

## Deelnemers en resultaten
(m) = mannen, (v) = vrouwen 

### Langlaufen
| Olympiër          | Discipline            | Resultaat | Prestatie          |
| ----------------- | --------------------- | --------- | ------------------ |
| Robel Teklemariam | 15 km vrije stijl (m) | 93e       | 45.18,9 (+11.42,6) |

Albanië · Algerije · Andorra · Argentinië · Armenië · Australië · Azerbeidzjan · België · Bermuda · Bosnië en Herzegovina · Brazilië · Bulgarije · Canada · Chili · China · Chinees Taipei · Colombia · Cyprus · Denemarken · Duitsland · Estland · Ethiopië · Finland · Frankrijk · Georgië · Ghana · Griekenland · Groot-Brittannië · Hongarije · Hongkong · Ierland · IJsland · India · Iran · Israël · Italië · Jamaica · Japan · Kaaimaneilanden · Kazachstan · Kirgizië · Kroatië · Letland · Libanon · Liechtenstein · Litouwen · Macedonië · Marokko · Mexico · Moldavië · Monaco · Mongolië · Montenegro · Nederland · Nepal · Nieuw-Zeeland · Noord-Korea · Noorwegen · Oekraïne · Oezbekistan · Oostenrijk · Pakistan · Peru · Polen · Portugal · Roemenië · Rusland · San Marino · Senegal · Servië · Slovenië · Slowakije · Spanje · Tadzjikistan · Tsjechië · Turkije · Verenigde Staten · Wit-Rusland · Zuid-Afrika · Zuid-Korea · Zweden · Zwitserland